# Pavlinski zbornik
 Pavlinski zbornik je kajkavski obredni priručnik sačuvan u prijepisu iz 1644. Sastoji se od evanđeoskih tekstova i pjesmarice.

## Povijest djela
Zborniku se ne pozna autor ni redaktor. Sudeći po jeziku i ortografskim osobinama djelo je prepisano iz starijih pavlinskih lekcionara i pjesmarica, ili zbornika, koji se nisu sačuvali. Grafijski, morfološki i leksički nastank zbornik valja smjestiti prije 17. st. jer pokazuje karakteristike koje se vežu uz kajkavski jezik 16. st. Prepisivačem djela se na osnovu bohemizama koji se zatiču u zborniku smatra moravski redovnik Franjo Mlinec koji je u to vrijeme upravljao zborom pavlinskog samostana u Lepoglavi.:str 22.

## Jezik i grafija
Djelo je pisano kajkavskim i latinskim jezikom. Odlike kajkavskoga su tipične za književnu kajkavštinu 17.st. s primjesom riječi i izraza koji su već izumrli u tadanjim kajkavskim organskim govorima, npr. broj trije, nominativ množine Židove, sinove, itd. Uz kajkavski izričaj nalaze se i odlike štokavskog jezika, poneka čakavskog, te češkog ili slovačkog.:str 24., 25.
Kao odraz praslavenskog jata pronalaze se primjeri s kajkavskim <e>, ali i oni koji imaju <i'>, npr. "devojka", "svojemi", "dobremi", ali i "divojka", "tvojim", "čistim".:str 25.
U nekim položajima se čuva i palatalno „r“, npr. „morje“, „zorja“, „večerja“. 
Pristune su i kontrakcije zamjenica „kum“ za „kojum“, „tva“ – “tvoja”, “me” – “moje”. Kratki oblik glagola “biti” “bum”, “buš” je rjeđi od “budem”, “budeš”.:str 26.
Od nekajkavskih karakteristika treba zamijetiti zamjenice “ča” i “što”, oblike “kada”, “sada”, “jedan”, “zažgal”, “iliš”, “vidili”.:str 28.
U grafiji su zamjetne dublete za glasove /i/ – /j/, /u/ – /v/. Neujednačenost bilježenja /c/, /d͡ʒ/, /ʎ/, /ɲ/. Nerazlikovanje <š> i <ž> u grafiji.:str 24.

## Moderna izdanja
Zbornik je izdan u dvotomnom izdanju 1991. godine u HAZU-u. Prvi tom sadrži faksimil djela, a drugi kritičko izdanje i raspravu. Izdao ga je Milan Moguš, koautorica je bila Koraljka Kos. 